# Stanton (Kalifornija)
Stanton je grad u američkoj saveznoj državi Kalifornija. Prema popisu stanovništva iz 2010. u njemu je živjelo 38.186 stanovnika.